# Carl Düberg
Carl Joachim Ernst Düberg (* 19. März 1801 in Wismar; † 1. September 1849 ebenda) war ein deutscher Maler und Lithograf.

## Leben
Carl Düberg war der Sohn des Nadlers Johann Carl Düberg (* 1769); sein Großvater war aus Stockholm nach Wismar eingewandert. Sein jüngerer Bruder war der Advokat und Publizist Christian Düberg.
Carl lernte zunächst handwerklich in seiner Heimatstadt Wismar und studierte dann ab 1820 Malerei mit Hauptfach Historienmalerei ab der Akademie der Bildenden Künste München. Auf Reisen nach Italien, Griechenland und durch Frankreich lernte er bei einem längeren Aufenthalt in Rom die Nazarener kennen, durch die er in seinem späteren Schaffen stark beeinflusst wurde. In den 1830er Jahren kehrte er nach Wismar zurück und machte sich dort als Porträtmaler und -zeichner einen Namen. Zu seinen Schülern aus dieser Zeit gehörte der ebenfalls in Wismar tätige Carl Canow. Im Rathaus von Wismar hatte er den Auftrag zur Ausmalung des Audienzsaales mit Fresken, die er nicht mehr fertigstellte.
In späteren Jahren interessierte sich Düberg zunehmend für Naturwissenschaften. Teilweise signierte er nach seiner Rückkehr aus Frankreich auch mit dem Künstlernamen Dumont; Thieme-Becker verweist in diesem Zusammenhang auf die Lithografie eines Porträts von Großherzog Friedrich Franz II. zu Mecklenburg-Schwerin.

## Werke (Auswahl)
- Rathaus Wismar:
  - Porträt des Bürgermeisters Haupt
- Staatliches Museum Schwerin:
  - Ritter und Dame
  - Der ungläubige Thomas
  - Maria mit dem Christuskind in Landschaft
  - Inneres einer gotischen Kirche
- Königlich Bairrischer Gemaelde-Saal zu München und Schleißheim in Steindruck. Piloty, Selb & Co. 2 Bände, München 1821 (Steinzeichnungen von Caspar Auer, A. Borum, Franz Dahmen, J. von Dorner, Carl Düberg, X.A. Flachenecker, Frechner, von Heideck, Fr. Hohe, Gust, Kraus, F. Legrand, Joh. A. Mayr, Ernst Meyer, J.A. Moll, Nep. Muxl, X.F. Piloty, Domenicus Quaglio, Lorenz F. Quaglio, Aug. Richter, C. Schuler, J. Ant. Sedlmayr, Steingrübel, N. Strixner, Friedr. Thöming, X.F. Winterhalter & Zimmermann)